# Lasthenia ferrisiae
Lasthenia ferrisiae là một loài thực vật có hoa trong họ Cúc. Loài này được Ornduff mô tả khoa học đầu tiên năm 1966.